# Vilmos Galló
Vilmos Galló, född 31 juli 1996 i Budapest, är en ungersk-svensk professionell ishockeyspelare som spelar för Kookoo i Liiga. Galló påbörjade sin seniorkarriär med Linköping HC i SHL. Som junior tog han ett SM-silver och ett SM-brons med Linköpings J18-, respektive J20-lag. Efter två säsonger med Linköping i SHL lämnade han klubben för spel med Timrå IK, som han under säsongen 2017/18 hjälpte att avancera till SHL från Hockeyallsvenskan. Säsongen därpå degraderades dock laget igen och Galló lämnade kort därefter klubben för spel i Finland med Kookoo. Mellan april och november 2021 tillhörde Galló Luleå HF, innan han återvände till Linköping HC. Efter två och en halv säsong i klubben meddelades det i april 2024 att Galló gjort klart för en andra sejour med Kookoo i Finland.
Galló har varit framträdande i Ungerns ungdoms- och juniorlandslag och har på 15 JVM-matcher noterats för sammanlagt 27 poäng (13 mål, 14 assist). Vid juniorvärldsmästerskapet 2016 utsågs han till bästa forward i grupp A i Division II. Han har representerat Ungerns A-landslag vid fem VM-turneringar, varav två i toppdivisionen.

## Karriär

### Klubblagskarriär
Galló flyttade från Ungern till Stockholm vid 13 års ålder och började spela ishockey med Flemingsbergs IK. Säsongen 2012/13 gjorde han näst flest poäng i J18 Elit – på 30 matcher noterades han för 59 poäng (23 mål, 36 assist). Säsongen därpå började han spela för Linköping HC där han spelade både för föreningens J18- och J20-lag. Säsongen slutade med SM-silver med Linköpings J18-lag. Säsongen därpå tillbringade han med Linköping J20, med vilka han tog ett SM-brons och var en av lagets fem främsta poängplockare.
Den 16 september 2015 fanns Galló med i Linköpings A-lagstrupp i säsongspremiären av SHL. Hans första match med istid kom dock tre dagar senare, den 19 september, mot Rögle BK. Den 27 oktober samma år gjorde han sitt första SHL-mål, det matchavgörande målet – på Joel Lassinantti – då Linköping besegrade Luleå HF med 3–2. I början av december 2015 skrev Galló på ett A-lagskontrakt för resten av säsongen med Linköping. I maj 2016 förlängde han sitt kontrakt med Linköping med ytterligare ett år.
I början av maj 2017 stod det klart att Galló lämnat Linköping. Strax därefter bekräftade Timrå IK i Hockeyallsvenskan att man skrivit ett ettårskontrakt med Galló. Timrå IK vann Hockeyallsvenskan och slog sedan ut Leksands IF för att gå vidare till direktkvalet till SHL, där man ställdes mot SHL-jumbon Karlskrona HK. Timrå lyckades vända ett 1–3-underläge till 4–3 i matcher och flyttades därmed upp till SHL. I kvalspelet slutade Galló tvåa, efter Jonathan Dahlén, i lagets interna poängliga med nio poäng på tio matcher (två mål, sju assist). Den 3 maj 2018 meddelades det att Galló förlängt sitt avtal med Timrå med ytterligare ett år. Därefter gjorde han sin poängmässigt främsta säsong i SHL med 18 poäng på 52 grundseriematcher (nio mål, nio assistpoäng). Timrå degraderades dock till Hockeyallsvenskan sedan man slutat på sista plats i grundserietabellen och sedan förlorat en matchserie mot IK Oskarshamn med 3–4. I mitten av maj 2019 meddelades det att Galló lämnat Timrå IK.
Den 20 maj 2019 bekräftade den finska klubben Kookoo i FM-ligan att man skrivit ett tvåårsavtal med Galló. Den 13 september samma år spelade Galló sin första match i FM-ligan. I samma match gjorde han sitt första mål i serien, på Niclas Westerholm, i en 5–3-förlust mot SaiPa. Under sin första säsong i Finland noterades Galló för 42 poäng på 53 grundseriematcher (14 mål, 28 assist). Säsongen 2020/21 hamnade laget på nionde plats i grundserietabellen och slogs sedan ut i åttondelsfinal av Ilves. I grundserien slutade Galló på andra plats i lagets interna poängliga med 38 poäng på 55 grundseriematcher (20 mål, 18 assist).
Efter två säsonger i Finland stod det den 29 april 2021 klart att Galló återvänt till Sverige då han skrivit ett tvåårsavtal med Luleå HF i SHL. Han spelade totalt 16 grundseriematcher för Luleå (två mål, tre assist) innan det meddelades den 12 november 2021 att Galló kommit överens med klubben att bryta avtalet. Två dagar senare bekräftades det att Galló återvänt till Linköping HC och skrivit ett treårsavtal med klubben. I sina tre första matcher i återkomsten till Linköping stod Galló för fyra mål och totalt fem poäng. Han missade de sju avslutande matcherna av säsongen på grund av en skada. Totalt noterades han för 27 grundseriematcher med Linköping och stod för nio poäng. Säsongen 2022/23 gjorde Galló sin poängmässigt bästa grundserie dittills i SHL. Han spelade samtliga 52 matcher och noterades för 19 poäng. Med 15 gjorda mål var han Linköping näst främsta målskytt, bakom Ty Rattie. Gallós poängproduktion sjönk under säsongen 2023/24. Han missade endast en match av grundserien och stod för fem mål och två assistpoäng på 51 matcher. I slutspelet slogs Linköping ut i kvartsfinal av Skellefteå AIK med 4–0 i matcher.
Den 19 april 2024 bekräftades det att Galló skrivit ett treårskontrakt och återvänt till Kookoo i Finland. Inför säsongen 2024/25 utsågs han till en av lagets assisterande lagkaptener. Kookoo slutade på sjätte plats i grundserien där Gallo spelade samtliga 60 matcher och noterades för 37 poäng varav 13 mål. I det följande slutspelet slogs laget omgående ut av Sport med 3–1 i matcher. Gallo vann lagets interna skytte- och poängliga i slutspelet då han stod för två mål och totalt tre poäng.

### Landslagskarriär

#### 2013–2016: Ungdoms- och juniorlandslag
I slutet av 2013 var Galló med i Ungerns JVM-landslag. Ungern spelade detta år i grupp A i Division II, som avgjordes just i Ungern. Laget gick obesegrade genom turneringen och Galló vann skytteligan efter att ha gjort elva poäng på fem matcher (sju mål, fyra assist). Han slutade som tvåa i den totala poängligan och vann lagets interna poängliga. Galló var också den spelare som hade bäst plus/minus-statistik i hela turneringen. Därefter var han med i U18-VM – Ungern spelade i grupp B i Division I. Även denna turnering avgjordes i Ungern och även denna gång gick laget obesegrade genom turneringen. Galló vann turneringens poängliga efter att ha noterats för elva poäng (sex mål, fem assist) på fem matcher.
I december 2014 gjorde Galló sin andra JVM-turnering med Ungern, denna gång i grupp B i Division I. Han utnämndes till assisterade lagkapten. Efter att ha vunnit den inledande matchen mot Polen gick det tyngre för laget, och man lyckades bara ta tre poäng på fem matcher. Man slutade därmed sist i gruppen och tvingades till nedflyttning. På dessa fem matcher noterades Galló för tre assist. I december 2015 spelade han sin tredje JVM-turnering med Ungern. Laget vann samtliga fem matcher och flyttades därmed upp till grupp B i Division I. Galló stod för totalt 13 poäng (sex mål, sju assist), vann poängligan, hade bäst plus/minus-statistik, och utsågs till turneringens bästa forward.

#### Från 2016: A-landslaget
Den 11 februari 2016 debuterade Galló i Ungerns A-landslag. I sin första A-landskamp gjorde han det matchavgörande målet och utsågs till lagets bästa spelare då Litauen besegrades med 4–0. Senare samma år blev han uttagen att representera Ungern under VM i Ryssland. Det var Ungerns första A-VM sedan 2009, och man tog en historisk seger då man besegrade Vitryssland med 5–2 i den näst sista omgången – det var lagets första seger i ett A-VM på 77 år. På sju matcher stod Galló för ett mål och en assist.
Året därpå var Galló åter uttagen att spela VM. Denna gång spelade Ungern i VM:s Division 1 grupp A. Laget vann i den inledande matchen mot Ukraina med 3–5, men föll därefter i samtliga matcher. Ungern slutade näst sist i gruppen och på fem matcher noterades Galló för två assistpoäng. Vid VM 2018 spelade Ungern fortfarande i grupp A i Division 1. Denna grupp avgjordes detta år i just Ungern. Laget slutade på en fjärde plats sedan man besegrat Italien och Polen. På fem matcher stod Galló för tre assistpoäng. 2019 spelade Galló VM för Ungern för fjärde året i följd. Laget lyckades hänga sig kvar i grupp A i Division 1 tack vare en 4–1-seger mot Litauen, som degraderades. På fem matcher noterades Galló för ett mål och en assistpoäng.
Galló spelade sitt femte VM (hans andra i toppdivisionen) för Ungern 2023 i Finland och Lettland. I gruppspelet vann Ungern en match, men slutade sist i grupp A och degraderades därför till Division I A. På sju matcher stod Galló för ett mål och en assistpoäng.

## Statistik

### Klubblag
| 2015–16                  | Linköping HC             | SHL                      | 41  | 5  | 4  | 9   | 12  | 4  | 0 | 0 | 0 | 0 |
| 2016–17                  | Linköping HC             | SHL                      | 50  | 3  | 6  | 9   | 4   | 6  | 0 | 0 | 0 | 0 |
| 2017–18                  | Timrå IK                 | HA                       | 52  | 9  | 5  | 14  | 30  | —  | — | — | — | — |
| 2018–19                  | Timrå IK                 | SHL                      | 52  | 9  | 9  | 18  | 30  | 7  | 1 | 1 | 2 | 6 |
| 2019–20                  | Kookoo                   | Liiga                    | 53  | 14 | 28 | 42  | 46  | —  | — | — | — | — |
| 2020–21                  | Kookoo                   | Liiga                    | 55  | 20 | 18 | 38  | 38  | 2  | 1 | 0 | 1 | 2 |
| 2021–22                  | Luleå HF                 | SHL                      | 16  | 2  | 3  | 5   | 6   | —  | — | — | — | — |
| 2021–22                  | Linköping HC             | SHL                      | 27  | 5  | 4  | 9   | 12  | —  | — | — | — | — |
| 2022–23                  | Linköping HC             | SHL                      | 52  | 15 | 4  | 19  | 20  | —  | — | — | — | — |
| 2023–24                  | Linköping HC             | SHL                      | 51  | 5  | 2  | 7   | 12  | 4  | 1 | 1 | 2 | 0 |
| 2024–25                  | Kookoo                   | Liiga                    | 60  | 13 | 24 | 37  | 28  | 4  | 2 | 1 | 3 | 0 |
| SHL totalt               | SHL totalt               | SHL totalt               | 289 | 44 | 32 | 76  | 96  | 14 | 1 | 1 | 2 | 0 |
| Liiga totalt             | Liiga totalt             | Liiga totalt             | 168 | 47 | 70 | 117 | 112 | 6  | 3 | 1 | 4 | 2 |
| Hockeyallsvenskan totalt | Hockeyallsvenskan totalt | Hockeyallsvenskan totalt | 52  | 9  | 5  | 14  | 30  | —  | — | — | — | — |

### Internationellt
| År            | Lag           | Turnering     | Matcher | Mål | Assists | Poäng | Utv. |
| ------------- | ------------- | ------------- | ------- | --- | ------- | ----- | ---- |
| 2014          | Ungern        | JVM D2A       | 5       | 7   | 4       | 11    | 0    |
| 2014          | Ungern        | U18-VM D1B    | 5       | 6   | 5       | 11    | 16   |
| 2015          | Ungern        | JVM D1B       | 5       | 0   | 3       | 3     | 6    |
| 2016          | Ungern        | JVM D2A       | 5       | 6   | 7       | 13    | 2    |
| 2016          | Ungern        | VM            | 7       | 1   | 1       | 2     | 2    |
| 2017          | Ungern        | VM D1A        | 5       | 0   | 2       | 2     | 2    |
| 2018          | Ungern        | VM D1A        | 5       | 0   | 3       | 3     | 0    |
| 2019          | Ungern        | VM D1A        | 5       | 1   | 1       | 2     | 6    |
| 2023          | Ungern        | VM            | 7       | 1   | 1       | 2     | 6    |
| Senior totalt | Senior totalt | Senior totalt | 29      | 3   | 8       | 11    | 16   |
| Junior totalt | Junior totalt | Junior totalt | 20      | 19  | 19      | 38    | 24   |